# Serrimargo
Serrimargo is een geslacht van kevers uit de familie van de loopkevers (Carabidae). De wetenschappelijke naam van het geslacht is voor het eerst geldig gepubliceerd in 1869 door Chaudoir.

## Soorten
Het geslacht Serrimargo omvat de volgende soorten:
- Serrimargo grouvellei Bouchard, 1901
- Serrimargo guttiger (Schaum, 1860)
- Serrimargo pahangensis Kirschenhofer, 2010
- Serrimargo verrucifer (Chaudoir, 1869)
- Serrimargo vietnamensis Kirschenhofer, 2010